# 正司トキオ
正司 トキオ（しょうじ トキオ、1949年 - 2012年2月15日）は、日本の俳優、声優、お笑い芸人。本名および旧芸名は山本 相時。
晩年は東京都赤坂でショーパブ「ショウハウス」を経営していた。

## 出演作品

### テレビドラマ
- 五番目の刑事 第11話「白バラは白夜に散った」（1969年、NET / 東映） - 付き人
- 特別機動捜査隊（NET / 東映）
  - 第515話「私は許せない」（1971年） - 助手
  - 第596話「高円寺 吉祥寺 国分寺」（1973年） - 若者
  - 第661話「ある女刑事の逆襲」（1974年） - 若者
- ブラザー劇場 / 刑事くん 第1部（TBS / 東映）
  - 第4話「東京の青い砂漠」（1971年）
  - 第30話「行くぞ若き力」（1972年）
- さぼてんとマシュマロ 第14話（1972年、NTV / ユニオン映画）
- 仮面ライダーシリーズ（MBS / 東映）
  - 仮面ライダー 第43話「怪鳥人プラノドンの襲撃」（1972年） - ウェイター
  - 仮面ライダーV3（1973年）
    - 第35話「キバ男爵 最後の変身」 - 記者（デストロン戦闘員）
    - 第43話「敵か味方か? 謎のライダーマン」 - 結城の助手[2]

  - 仮面ライダーアマゾン 第20話「モグラ獣人 最後の活躍!!」（1975年） - 山田養豚場の従業員
- キイハンター 第205話「秘密指令 死体と交換せよ!」（1972年、TBS / 東映）
- 気になる嫁さん 第29話「二人だけの秘密」（1972年、NTV）
- 変身忍者 嵐 第15話「血どくろ舟! ザリガニ鬼!!」（1972年、MBS / 東映） - 平家の落人
- 非情のライセンス 第2シリーズ（NET / 東映）
  - 第14話「兇悪のロマン」（1975年） - ボーイ
  - 第23話「兇悪の夜の蝶」（1975年） - 社員
  - 第43話「兇悪の密室」（1975年） - 研究員
  - 第88話「兇悪・その愛」（1976年） - スナックのバーテン
  - 第96話「兇悪のカムバック」（1976年） - 記者
- がんばれ!!ロボコン 第80話「ジンタッタ!! 恥をがまんのロボ根性!!」（1976年、NET / 東映） - ウェイター
- ぐるぐるメダマン（1976年、12ch / 東映）
  - 第6話「うみぼうず突然変身」
  - 第16話「ギンギラお化けの運動会」
  - 第20話「パパの代理できりきりまい」
- 特捜最前線（ANB / 東映）
  - 第5話「行方不明の愛」（1977年）
  - 第18話「硝煙のなかに立つ女」（1977年）
  - 第67話「判決II・自白を翻した女!」（1978年）
  - 第82話「望郷殺人カルテット!」（1978年）
  - 第99話「悲劇のシンデレラ・復讐0秒前!」（1979年）
  - 第123話「豪華フェリージャック・恐怖の20時間!」（1979年）
  - 第182話「海の底から来た目撃者!」（1980年）
- ロボット110番 第7話「初めてもらった十万円」（1977年、ANB / 東映）
- 森村誠一シリーズ / 腐蝕の構造 第1話（1977年、MBS / 東映）
- 大鉄人17 第34話「決戦!! ブレイン対ワンセブン」、第35話「さらばワンセブン 不滅のナンバー」（1977年、MBS / 東映） - 技師
- Gメン'75 第157話「ウェディングドレス殺人事件」（1978年、TBS / 東映） - 喫茶店マスター
- ザ・スーパーガール 第26話「新探偵 売春組織の罠を暴け」（1979年、12ch / 東映）
- 騎馬奉行 第2話「大殺陣! 怒りの刃」（1979年、KTV / 東映）

### 映画
- 新幹線大爆破（1975年、東映） - 電話局係員
- 二百三高地（1980年、東映）

### CM
- 株式会社ヌマザワ 「ありがとうラーメン」（2006年）

### テレビアニメ
- アパッチ野球軍（1971年 - 1972年、モグラ[3]）
- 無敵ロボ トライダーG7（1980年 - 1981年、木下藤八郎[4]）

### ゲーム
- スーパーロボット大戦シリーズ（木下藤八郎）
  - 第2次スーパーロボット大戦Z 破界篇 / 再世篇（2011年 - 2012年） - 2作品
  - 第3次スーパーロボット大戦Z 時獄篇 / 天獄篇（2014年 - 2015年） - 2作品
  - スーパーロボット大戦T（2019年）